# Brian Hart Limited
Pour les articles homonymes, voir Hart.
Brian Hart Limited, également connu sous le nom de Hart ou de Hart Racing Engine était un fabricant et préparateur de moteurs de course qui a participé à 157 Grand Prix de Formule 1, motorisant un total de 368 voitures.

## Historique
Fondé en 1969 par l'ingénieur britannique Brian Hart (1936-2014), la société débute en assurant la préparation et l’entretien de moteurs de courses pour différentes équipes britanniques indépendantes dans diverses catégories de courses automobiles. Hart obtient ses premiers succès en développant le moteur Ford-FVA, ce qui permet le rapprochement de la multinationale avec le petit indépendant pour convertir le moteur Ford-ADR 1,6 L en 2 litres. Le titre européen de Formule 2 est gagné en 1971 et 1972 avec les moteurs Hart-Ford. Le Ford-ADR de 2 litres propulsant des voitures Ford continuera de remporter des succès pendant toutes les années 1970.
Avec le retrait de Ford de la F2 au milieu des années 1970, Hart se recentre vers la réalisation de ses propres moteurs. Le premier véritable Hart apparaît en 1976 : le 420R est un quatre-cylindres à double arbres à cames destiné à la F2. Il motorisera des monoplaces jusqu'à la fin de la décennie. En 1978, une association est conclue avec l’écurie Toleman qui fournit un budget pour développer de nouvelles architectures moteur. Grâce à cette collaboration, Toleman décroche une première et seconde place au championnat européen 1980 de Formule 2.
En 1981, Hart suit Toleman qui monte en Formule 1 et conçoit le Hart 415T. Mais la saison est un désastre car les moteurs ne sont pas compétitifs et les Toleman ne se qualifient que deux fois. Hart persévère et obtient, en cinq ans de collaboration avec Toleman, une seconde place au GP de Monaco 1984 avec Ayrton Senna tandis que son coéquipier Teo Fabi décroche la pole position au GP d'Autriche 1985. Les Hart turbocompressés sont également utilisés par trois autres écuries RAM Racing (1984-1985), Spirit Racing (1984-1985) et l'écurie Haas Lola (1985-1986). Hart gagne une réputation d’un excellent travail pour un petit budget. Entre 1981 et 1986, le 415T voit sa puissance passer de 540 à 750 ch et son régime moteur de 9 500 à 11 000 tr/min.
Avec l'interdiction des moteurs turbocompressés en Formule 1, Hart décide de voler de ses propres ailes et développe principalement le Cosworth DFR V8 pour bon nombre d'écuries, comme en 1990. Hart conçoit un V10 de 3,5 L (Hart 1035) en 1993 et signe un contrat de fourniture de deux ans avec l'écurie Jordan. Dès 1994 Rubens Barrichello décroche une troisième place au Grand Prix du Pacifique et prend la pole position au Grand Prix de Belgique.
Avec l'introduction de nouvelles règles limitant la cylindrée à 3 litres, Hart modifie en 1995 son V10 en V8 (Hart 830) et équipe l'écurie Arrows en 1995 et 1996. Gianni Morbidelli obtient la troisième place du podium au Grand Prix d'Australie. En 1997, ces moteurs sont adoptés par Minardi (Hart 830 AV 7).
En 1997, Tom Walkinshaw Racing (TWR) rachète la Brian Hart Limited et l'intègre dans son écurie de Formule 1, Arrows. Un nouveau V10 est conçu et court en 1998 et 1999 sous le nom d'« Arrows ». Mika Salo réalise une quatrième place au Grand Prix de Monaco. Frustré par le manque de développement, Brian Hart quitte Arrows en 1999. Avec la faillite de TWR en 2002, la compagnie de moteur disparaît du monde de la compétition.

## Les Hart de Formule 1
Aucune voiture motorisée par Hart n'a gagné un Grand Prix de Formule 1. Parmi les pilotes ayant concouru avec le moteur Hart figurent Jarno Trulli, Eddie Irvine, Ayrton Senna, Rubens Barrichello, Derek Warwick Bruno Giacomelli, Brian Henton...

### Hart 415T
- Moteur engagé de 1981 à 1986.
- 4 cylindres en ligne turbocompressé.
- Cylindrée : 1 496 cm3.
- Puissance : 540 ch (1981), 580 ch (1982-1983), 600 ch (1984), 750 ch (1985).
- Régime moteur : 9 500 tr/min (1981), 10 500 tr/min (1982), 10 750 tr/min (1983-1984), 11 000 tr/min (1985).

### Hart 1035
- Moteur engagé en 1993 et 1994.
- 10 cylindres en V.
- Cylindrée : 3 500 cm3.

### Hart 830
- Moteur engagé en 1995 et 1996.
- 8 cylindres en V.
- Cylindrée : 3 000 cm3.

### Hart 830 AV 7
- Moteur engagé en 1997.
- 8 cylindres en V.
- Cylindrée : 2 996 cm3.
- Puissance : 680 ch.
- Régime moteur : 13 100 tr/min.

### Arrows C-Hart
- Moteur engagé en 1998.
- 10 cylindres en V à 72°.
- Cylindrée : 2 996 cm3.
- Puissance : 700 ch.
- Régime moteur : 15 000 tr/min.
- Poids : 120 kg.
- Longueur : 602 mm.
- Largeur : 595 mm.

### Arrows A20E-Hart
- Moteur engagé en 1999.
- 10 cylindres en V à 72°.
- Cylindrée : 2 998 cm3.
- Puissance : 715 ch.
- Régime moteur : 15 000 tr/min.

## Résultats complets en Formule 1
(Note: Les GP en gras indiquent les courses ou Hart a obtenu des points.)
| Année | Ecuries                    | 1   | 2   | 3   | 4   | 5   | 6   | 7   | 8   | 9   | 10  | 11  | 12  | 13  | 14  | 15  | 16  | 17  |
| ----- | -------------------------- | --- | --- | --- | --- | --- | --- | --- | --- | --- | --- | --- | --- | --- | --- | --- | --- | --- |
| 1981  | Toleman                    | USW | BRA | ARG | SAN | BEL | MON | SPA | FRA | GBR | DEU | AUT | DUT | ITA | CAN | LAS |     |     |
| 1982  | Toleman                    | SAF | BRA | USW | SAN | BEL | MON | SAE | CAN | DUT | GBR | FRA | DEU | AUT | SWI | ITA | LAS |     |
| 1983  | Toleman                    | BRA | USW | FRA | SAN | MON | BEL | USE | CAN | GBR | DEU | AUT | DUT | ITA | EUR | SAF |     |     |
| 1984  | RAM, Spirit, Toleman       | BRA | SAF | BEL | SAN | FRA | MON | CAN | USE | USA | GBR | DEU | AUT | DUT | ITA | EUR | POR |     |
| 1985  | Lola, RAM, Spirit, Toleman | BRA | POR | SAN | MON | CAN | USE | FRA | GBR | DEU | AUT | DUT | ITA | BEL | EUR | SAF | AUS |     |
| 1986  | Lola                       | BRA | SPA | SAN | MON | BEL | CAN | USE | FRA | GBR | DEU | HUN | AUT | ITA | POR | MEX | AUS |     |
| 1993  | Jordan                     | SAF | BRA | EUR | SAN | SPA | MON | CAN | FRA | GBR | DEU | HUN | BEL | ITA | POR | JPN | AUS |     |
| 1994  | Jordan                     | BRA | PAC | SAN | MON | SPA | CAN | FRA | GBR | DEU | HUN | BEL | ITA | POR | EUR | JPN | AUS |     |
| 1995  | Arrows                     | BRA | ARG | SAN | SPA | MON | CAN | FRA | GBR | DEU | HUN | BEL | ITA | POR | EUR | PAC | JPN | AUS |
| 1996  | Arrows                     | AUS | BRA | ARG | EUR | SAN | MON | SPA | CAN | FRA | GBR | DEU | HUN | BEL | ITA | POR | JPN |     |
| 1997  | Minardi                    | AUS | BRA | ARG | SAN | MON | SPA | CAN | FRA | GBR | DEU | HUN | BEL | ITA | AUT | LUX | JPN | EUR |